# Прохоров, Юрий Васильевич
Ю́рий Васи́льевич Про́хоров (15 декабря 1929, Москва — 16 июля 2013, там же) — советский и российский математик, академик РАН (академик АН СССР с 1972, член-корреспондент АН СССР с 1966), доктор физико-математических наук.
Основные труды — по теории вероятностей (предельные теоремы для сумм независимых случайных величин, усиленный закон больших чисел, случайные процессы). Среди результатов — теорема Прохорова, метрика Леви — Прохорова. Главный редактор журнала «Теория вероятностей и её применения»; член редколлегий журналов «Вестник АН СССР» и «Доклады Академии наук».

## Биография
Окончив в возрасте 14 лет среднюю школу, в 1944 году поступил на механико-математический факультет МГУ, с осени 1947 года начал участвовать в работе научного семинара под руководством Колмогорова. В 1949 году окончил Московский университет. Защитил кандидатскую диссертацию на тему «Локальные предельные теоремы в теории вероятностей».
В 1956 году защитил диссертацию на соискание степени доктора физико-математических наук по теме «Функциональные методы в предельных теоремах теории вероятностей», в 1958 году получил звание профессора. Профессор механико-математического факультета МГУ (1957—1970); заведующий кафедрой математической статистики факультета вычислительной математики и кибернетики МГУ (с 1970). Заслуженный профессор Московского университета (1996).
1 июля 1966 года избран членом-корреспондентом АН СССР по Отделению математики. 28 ноября 1972 года избран академиком АН СССР по Отделению математики по специальности «математика».
Главный редактор журнала «Теория вероятностей и её применения» (1967—1987, 1992—2013).
Главный редактор однотомного Математического энциклопедического словаря и энциклопедии «Вероятность и математическая статистика».
Главный редактор журнала «Обозрение прикладной и промышленной математики» (1994—2013). Председатель Оргкомитетов и Оргбюро Всероссийских Школ-коллоквиумов по стохастическим методам (1995—2013) и Всероссийских Симпозиумов по прикладной и промышленной математике (2000—2013).
Похоронен в Москве на Троекуровском кладбище.

## Признание и память
Лауреат Ленинской премии (1970). Кавалер двух орденов Трудового Красного Знамени (17.09.1975; 14.12.1979).
В честь Юрия Прохорова 4 мая 1999 года назван астероид (6162) Prokhorov, открытый Людмилой Журавлёвой в Крымской астрофизической обсерватории 25 сентября 1973 года.

## Некоторые публикации
- Гетце Ф., Прохоров Ю. В., Ульянов В. В. Оценки для характеристических функций многочленов от асимптотически нормальных случайных величин // УМН, 1996, 51:2(308), 3—26.
- Прохоров Ю. В. Закон больших чисел и закон повторного логарифма // УМН, 1983, 38:4(232), 281—286.
- Прохоров Ю. В. Многомерные распределения: неравенства и предельные теоремы // Итоги науки и техн. Сер. Теор. вероятн. Мат. стат. Теор. кибернет., 1972, 10, 5-24.
- Прохоров Ю. В. Некоторые вопросы теории вероятностей // Итоги науки. Сер. Теор. вероятн. 1963, 1965, 49-72.
- Прохоров Ю. В. Асимптотическое поведение биномиального распределения // УМН, 1953, 8:3(55), 135—142.
- Прохоров Ю. В. Некоторые уточнения теоремы Ляпунова // Изв. АН СССР. Сер. матем., 1952, 16:3, 281—292.
- Прохоров Ю. В. Об усиленном законе больших чисел // Изв. АН СССР. Сер. матем., 1950, 14:6, 523—536.